# Liste der Brücken über den Seyon
Die Liste der Brücken über den Seyon enthält die Brücken und Übergänge des Seyon im Neuenburger Jura des Kantons Neuenburg in der Schweiz, von der Quelle bei Villiers bis zur Mündung bei der Stadt Neuenburg in den Neuenburgersee.

## Brückenliste
42 Übergänge überqueren den Fluss: 23 Strassen-, acht Feldweg-, acht Fussgänger-, zwei Eisenbahn- und ein Rohrleitungsübergang.
| Bild | Name                                                      | Ort                               | Lage | Funktion                                                             | Konstruktion  | Material    | Länge in m | Höhe m ü. M. | Bemerkungen |
| ---- | --------------------------------------------------------- | --------------------------------- | ---- | -------------------------------------------------------------------- | ------------- | ----------- | ---------- | ------------ | --- |
|      | Venelle des Moulins-Übergang                              | Villiers                          |      | Zufahrtsstrasse (zweispurig)                                         | Bachdurchlass | Beton       | 4          | 817          | - Höchstgeschwindigkeit 50 km/h - Maximale Tragfähigkeit: 3,5 t: Land- und forstwirtschaftlicher Verkehr gestattet - Wanderweg |
|      | Übergang bei Grande Fin                                   | Villiers                          |      | Feldweg                                                              | Bachdurchlass | Beton       | 5          | 811          | |
|      | Übergang bei Grande Fin                                   | Villiers                          |      | Feldweg                                                              | Bachdurchlass | Beton       | 4          | 806          | |
|      | Kreuzung Route de Clémesin / Venelle des Moulins-Übergang | Villiers                          |      | Strassenkreuzung                                                     | Bachdurchlass | Beton       | 20         | 794          | - Höchstgeschwindigkeit 50 km/h - Maximale Tragfähigkeit: 3,5 t: Land- und forstwirtschaftlicher Verkehr gestattet - Wanderweg |
|      | Steg bei Route des Fontaines                              | Villiers                          |      | Fussgängerbrücke                                                     | Balkenbrücke  | Stahl       | 3          | 760          | - Die Brücke wurde 1995 erbaut. - Brücke mit Holzgeländer und Holzbretterboden. - Die Geländer sind mit Blumenkistchen geschmückt. |
|      | Steg bei Route des Fontaines                              | Villiers                          |      | Fussgängerbrücke                                                     | Balkenbrücke  | Stahl       | 3          | 759          | - Brücke mit Holzgeländer und Holzbretterboden. - Die Geländer sind mit Blumenkistchen geschmückt. |
|      | Steg bei Route des Fontaines                              | Villiers                          |      | Fussgängerbrücke                                                     | Balkenbrücke  | Stahl       | 3          | 758          | - Brücke mit Holzgeländer und Holzbretterboden. - Die Geländer sind mit Blumenkistchen geschmückt. |
|      | Brücke bei Route des Fontaines                            | Villiers                          |      | Strassenbrücke                                                       | Balkenbrücke  | Beton       | 3          | 757          | - Brücke mit Holzgeländer und Asphaltfahrbahn. - Die Geländer sind mit Blumenkistchen geschmückt. - Zufahrt zum Gebäude Route des Fontaines 2. |
|      | Brücke bei Route des Fontaines                            | Villiers                          |      | Strassenbrücke                                                       | Balkenbrücke  | Beton       | 3          | 756          | - Brücke mit Asphaltfahrbahn und je einem Holz- und Metallgeländer. - Das Holzgeländer ist mit einem Blumenkistchen geschmückt. |
|      | Brücke bei La Charrière                                   | Villiers                          |      | Feldwegbrücke                                                        | Balkenbrücke  | Beton       | 6          | 755          | - Brücke ohne Geländer mit abschliessbarer Schranke. |
|      | Chemin de la Charrière-Übergang                           | Dombresson                        |      | Zufahrtsstrasse (zweispurig)                                         | Bachdurchlass | Beton       | 45         | 752          | - Höchstgeschwindigkeit 50 km/h - Fahrverbot für Motorwagen, Motorräder und Motorfahrräder: Ausgenommen landwirtschaftlicher Verkehr, öffentliche Dienste und Anwohner |
|      | Brücke bei Vergers du Moulin                              | Dombresson                        |      | Feldwegbrücke                                                        | Balkenbrücke  | Beton       | 6          | 748          | - Brücke mit Metallgeländer. - Mountainbike-Route 745 Val-de-Ruz Bike (Les Hauts-Geneveys – Dombresson–Valangin – Les Hauts-Geneveys) |
|      | Chemin de la Rebatte-Brücke                               | Dombresson                        |      | Strassenbrücke (zweispurig)                                          | Balkenbrücke  | Beton       | 10         | 747          | - Brücke mit Metallgeländer und Asphaltfahrbahn. - Höchstgeschwindigkeit 50 km/h - Maximale Tragfähigkeit: 3,5 t: Land- und forstwirtschaftlicher Verkehr gestattet |
|      | Chemin de la Boverie-Brücke                               | Dombresson                        |      | Feldwegbrücke                                                        | Balkenbrücke  | Beton       | 7          | 743          | Brücke mit Metallgeländer und Schranken. |
|      | Allée des Peupliers-Brücke                                | Dombresson                        |      | Strassenbrücke (zweispurig)                                          | Balkenbrücke  | Stahl       | 8          | 735          | - Brücke mit Metallgeländer und Asphaltfahrbahn. - Höchstgeschwindigkeit 60 km/h - Fahrverbot für Motorwagen, Motorräder und Motorfahrräder: Ausgenommen öffentliche Dienste und landwirtschaftliche Anwohner |
|      | Übergang bei Les Sereux                                   | Dombresson                        |      | Feldweg                                                              | Bachdurchlass | Beton       | 5          | 725          | - Fahrverbot für Motorwagen, Motorräder und Motorfahrräder: Ausgenommen landwirtschaftlicher Verkehr und öffentliche Dienste |
|      | Moulin-des-Sauges-Kreisel                                 | Dombresson – Chézard-Saint-Martin |      | Kreisel 1003                                                         | Tunnel        | Beton       | 50         | 722          | - Kreisel - Beim Kreisel befindet sich die Bushaltestelle Savagnier, Moulin des Sauges. - transN-Buslinie 421 (Neuchâtel – Cernier) |
|      | Rohrträger-Übergang                                       | Chézard-Saint-Martin              |      | Rohrübergang                                                         | Balkenbrücke  | Beton       | 6          | 721          | |
|      | Brücke bei Vers Savagnier                                 | Chézard-Saint-Martin              |      | Fussgängerbrücke                                                     | Balkenbrücke  | Beton       | 11         | 719          | - Brücke mit einseitigem Metallgeländer und Betonboden |
|      | Brücke bei Prés Royer                                     | Engollon                          |      | Strassenbrücke (einspurig)                                           | Balkenbrücke  | Beton       | 7          | 718          | - Brücke ohne Geländer mit Asphaltfahrbahn. - Private Zufahrt (abschliessbare Schranke) zum Gebäude Prés Royer 1.1. |
|      | Brücke bei Les Clous                                      | Engollon                          |      | Feldwegbrücke                                                        | Balkenbrücke  | Beton       | 8          | 717          | - Brücke ohne Geländer mit Asphaltfahrbahn. |
|      | La Rincieure-Übergang                                     | Savagnier                         |      | Hauptstrasse (zweispurig) 1003                                       | Tunnel        | Beton       | 50         | 717          | - Unebene Fahrbahn - Höchstgeschwindigkeit 80 km/h |
|      | Bayerel-Brücke (Route de Fenin)                           | Saules – Engollon                 |      | Strassenbrücke (zweispurig)                                          | Bogenbrücke   | Stein       | 20         | 705          | - Die Brücke von 1876 wurde 1981 renoviert. - Brücke mit Metallgeländer, Betonbrüstung und Asphaltfahrbahn. - Höchstgeschwindigkeit 80 km/h - Die Mühle Bayerel südlich der Brücke ist ein Kulturgut von nationaler Bedeutung. - Das Waldreservat Les Comblémines befindet sich südöstlich der Brücke.                                                                                              |
|      | Moulin de Bayerel-Steg                                    | Saules – Engollon                 |      | Fussgängerbrücke                                                     | Balkenbrücke  | Stahl       | 9          | 704          | - Brücke mit Holzgeländer und Holzbalkenboden. - Auf der rechten Seite befindet sich eine gedeckte Holzkonstruktion mit einem Vogelhäuschen. |
|      | Chemin du Seyon-Brücke                                    | Vilars – Engollon                 |      | Strassenbrücke (zweispurig)                                          | Balkenbrücke  | Beton       | 11         | 694          | - Brücke mit Metallgeländer und Asphaltfahrbahn. - Fahrverbot für Motorwagen, Motorräder und Motorfahrräder: Ausgenommen landwirtschaftlicher Verkehr und öffentliche Dienste - Wanderland-Route 2 Trans Swiss Trail (Etappe 6 Chézard-St-Martin – Neuchâtel) |
|      | Meilleret-Brücke                                          | Fenin                             |      | Strassenbrücke (zweispurig)                                          | Bogenbrücke   | Stein       | 16         | 684          | - Die Brücke wurde im 19. Jh. erbaut. - Brücke mit Metallgeländer, Betonbrüstung und Asphaltfahrbahn. |
|      | Brücke bei La Borcarderie                                 | Fenin – Valangin                  |      | Feldwegbrücke                                                        | Balkenbrücke  | Stahl       | 10         | 666          | - Brücke mit Metallgeländer und Betonfahrbahn. |
|      | Brücke Le Tirage (Le Pont du Saut)                        | Valangin                          |      | Strassenbrücke (zweispurig)                                          | Balkenbrücke  | Holz        | 16         | 643          | - Die Brücke wurde 2023 erbaut. Sie ersetzte einen Übergang von 1913. - Brücke mit Metallgeländer und Asphaltfahrbahn. - Die Geländer sind mit Blumenkistchen geschmückt. - Fahrverbot für Motorwagen, Motorräder und Motorfahrräder: Anwohner gestattet - Mountainbike-Route 745 Val-de-Ruz Bike (Les Hauts-Geneveys – Dombresson–Valangin – Les Hauts-Geneveys) - Wanderweg Valangin Les 3 Bornes |
|      | Route de Neuchâtel-Übergang                               | Valangin                          |      | Kantonsstrasse (einspurig)                                           | Bachdurchlass | Beton       | 10         | 643          | - Die Brücke wurde 1844 erbaut. - Strasse mit Betongeländer und Asphaltfahrbahn. - Höchstgeschwindigkeit 50 km/h - Die Einbahnstrasse führt nach Valangin. - transN-Buslinie 422 (Neuchâtel – Villiers) |
|      | Route de Neuchâtel-Übergang                               | Valangin                          |      | Kantonsstrasse mit Autobahnauffahrtspuren (mehrspurig)               | Bachdurchlass | Beton       | 40         | 643          | - Strasse mit Asphaltfahrbahn. - Höchstgeschwindigkeit 60 km/h - transN-Buslinie 422 (Villiers – Neuchâtel) |
|      | A20-Übergang                                              | Valangin                          |      | Autobahn (vierspurig) mit Pannenstreifen                             | Bachdurchlass | Beton       | 90         | 640          | - Der Autobahnabschnitt Valangin – Neuchâtel der A20 wurde 2000 eröffnet. - Höchstgeschwindigkeit 80 km/h - Das Bauwerk befindet sich bei der Anschlussstelle "10 Valangin". - Die hydrometrische Messstation Seyon - Valangin (2458) vom Bundesamt für Umwelt (BAFU) befindet sich 200 m flussabwärts.                                                                                             |
|      | Pont Noir-Brücke (Süd)                                    | Valangin                          |      | Autobahnbrücke (zweispurig) mit Pannenstreifen                       | Balkenbrücke  | Beton       | 55         | 615          | - Der Autobahnabschnitt Valangin – Neuchâtel der A20 wurde 2000 eröffnet. - Die vorherige Steinbogenbrücke wurde 1853 erbaut. - Brücke Fahrtrichtung Stadt Neuenburg (durch den 2 km langen Gorges du Seyon-Tunnel). - Höchstgeschwindigkeit 80 km/h - transN-Buslinie 422 (Villiers – Neuchâtel)                                                                                                   |
|      | Pont Noir-Brücke (Nord)                                   | Valangin                          |      | Autobahnbrücke (zweispurig) mit Pannenstreifen                       | Balkenbrücke  | Beton       | 100        | 612          | - Der Autobahnabschnitt Neuchâtel – Valangin der A20 wurde 2000 eröffnet. - Brücke Fahrtrichtung Valangin. - Höchstgeschwindigkeit 80 km/h - transN-Buslinie 422 (Neuchâtel – Villiers) |
|      | Pont des Parcs-Brücke                                     | Neuenburg                         |      | Strassenbrücke (zweispurig) mit Trottoirs und Fussgängerstreifen 172 | Bogenbrücke   | Stein Beton | 35         | 480          | - Die Steinbogenbrücke wurde 1920 erbaut. - Höchstgeschwindigkeit 50 km/h - Wanderweg - transN-Buslinien 120 (Les Grattes de bise / Chambrelien – Neuchâtel) und 122 (Neuchâtel Vauseyon – Gare (Nord)) - Das 17 Hektaren grosse Waldreservat Gorges du Seyon Est erstreckt sich nördlich der Brücke durch die östliche Seyon-Schlucht.                                                             |
|      | Chemin de Casse-Bras-Brücke                               | Neuenburg                         |      | Strassenbrücke (zweispurig)                                          | Bogenbrücke   | Stein Beton | 15         | 479          | - Höchstgeschwindigkeit 50 km/h - Wanderweg |
|      | SBB-Übergang                                              | Neuenburg                         |      | Eisenbahnübergang (eingleisig)                                       | Tunnel        | Beton       | 30         | 478          | - Ein Fussgängersteg unterquert den Übergang. - Bahnstrecke Neuchâtel – La Chaux-de-Fonds – Le Locle |
|      | Plattform-Brücke in der Vauseyon Schlucht                 | Neuenburg                         |      | Fussgängerbrücke                                                     | Balkenbrücke  | Beton Holz  | 10         | 475          | - Die Brücke befindet sich im Gor de Vauseyon. |
|      | Brücke in der Vauseyon Schlucht                           | Neuenburg                         |      | Fussgängerbrücke                                                     | Balkenbrücke  | Stahl       | 8          | 465          | - Brücke mit Metallgeländer und Holzbretterboden - Die Brücke befindet sich im Gor de Vauseyon. |
|      | Rue de l'Evole-Brücke                                     | Neuenburg                         |      | Strassenbrücke (zweispurig) mit Trottoir                             | Bogenbrücke   | Stein Beton | 18         | 433          | - Brücke mit Steinbrüstungen und Asphaltfahrbahn. - Höchstgeschwindigkeit 50 km/h - transN-Trolleybuslinie 102 (Neuchâtel Temple Valangines – Place Pury – Serrières) - In der Nähe befinden sich die ehemalige Brauerei Müller und die Restaurantbrauerei Cardinal, beides Kulturgüter von regionaler Bedeutung.                                                                                   |
|      | Quai Philippe-Godet-Brücke                                | Neuenburg                         |      | Strassenbrücke (zweispurig) mit Trottoir                             | Balkenbrücke  | Beton       | 15         | 433          | - Brücke mit Metallgeländer - Höchstgeschwindigkeit 50 km/h - transN-Buslinie 450 (Neuchâtel – La Chaux-de-Fonds – Le Locle) |
|      | TRN-Brücke                                                | Neuenburg                         |      | Eisenbahnbrücke (eingleisig)                                         | Balkenbrücke  | Beton       | 15         | 433          | - Die Brücke wurde 2020 neu erstellt. - Brücke mit Metallgeländer - transN-Bahnlinie R15 (Neuchâtel – Areuse – Boudry) |
|      | Brücke bei Trois-Portes                                   | Neuenburg                         |      | Fussgänger- und Velobrücke                                           | Bogenbrücke   | Beton       | 10         | 429          | - Brücke mit Metallgeländer und Asphaltfahrbahn - Mountainbike-Route 56 Neuchâtel Bike (Etappe 4 Couvet – Neuchâtel) - Veloland-Route 50 Jurasüdfuss-Route (Etappe 3 Neuchâtel – Yverdon-les-Bains) und Route 94 L'Areuse–Emme–Sihl (Etappe 1 Fleurier – NeuchâtelNeuchâtel) - Wanderweg - Die Brücke führt zum Tramdepot, einem Kulturgut von regionaler Bedeutung.                                |